# Lucius II: The Prophecy
Lucius II: The Prophecy è un videogioco stealth horror sviluppato e pubblicato dalla finlandese Shiver Games per Microsoft Windows. È il sequel del videogioco Lucius (2012), e venne annunciato l'8 agosto 2014, per un'uscita prevista per la prima metà del 2015, cosa che poi avvenne effettivamente il 13 febbraio 2015.

## Trama
Il videogioco è ambientato subito dopo gli eventi narrati nel primo capitolo. Il piccolo protagonista, Lucius Wagner (in realtà l'Anticristo in persona, figlio di Lucifero), è riuscito nell'obiettivo di eliminare ogni anima che affollava le sale e i corridoi della propria villa, Dante Manor, addossando tutte le colpe sul padre biologico, il senatore Charles Wagner, e sfuggendo in questo modo ai sospetti del detective McGuffin. Il tutore dell'ordine trasporta il protagonista nell'ala psichiatrica del St. Benedict's Hospital dove, in seguito all'arrivo di alcuni misteriosi individui, Lucius deciderà che è arrivato il momento di dare nuovamente il via agli omicidi e al massacro indiscriminato per dimostrare ancora una volta di essere degno del titolo di Anticristo.

## Accoglienza
| Testata                           | Giudizio |
| --------------------------------- | -------- |
| GameRankings (media al 14-9-2017) | 53,33%   |
| Metacritic (media al 14-9-2017)   | 48/100   |
| Game Revolution                   | 2/5      |

Lucius II ha ricevuto critiche piuttosto negative. Le recensioni hanno riconosciuto l'originalità del titolo così come del primo capitolo, ma hanno evidenziato i numerosi bug presenti nel gioco. Ha ricevuto un punteggio del 53,33% basato su 3 recensioni su GameRankings e di 48/100 basato su 10 recensioni su Metacritic.

## Sequel
Il terzo titolo della serie, Lucius III, è uscito il 13 dicembre 2018.